# Бабичи (Решетиловский район)
Бабичи (укр. Бабичі) — село, Покровский сельский совет, Решетиловский район, Полтавская область, Украина.
Население по переписи 2001 года составляло 6 человек.
Село упоминается на трехверстовке Полтавской области (военно-топографическая карта) 1869 года.

## Географическое положение
Село Бабичи находится на правом берегу реки Ольховатая Говтва,
выше по течению на расстоянии в 0,5 км расположено село Славки,
ниже по течению примыкает село Писаренки,
на противоположном берегу — село Федиевка.
Рядом проходит автомобильная дорога Т-1721.